# Куровский, Здзислав
Здзислав Куровский (пол. Zdzisław Kurowski; 14 апреля 1937, Йонец) — польский политик времён ПНР, первый секретарь Белостокского воеводского комитета в 1972—1975, секретарь ЦК ПОРП в 1980—1981. Принадлежал к ортодоксальному крылу компартии.

## Начальная биография
Родился в крестьянской семье Хенрика и Люсины Куровских из гмины Йонец. С тринадцати лет состоял в Союзе польской молодёжи (польский комсомол), с девятнадцати лет — член правящей партии ПОРП. Получил экономическое образование в Варшавском университете сельского хозяйства (окончил в 1959).
В 1957 вступил в Союз сельской молодёжи (ZMW) — крестьянскую молодёжную организацию, существующую с довоенных времён, в ПНР контролируемую властями. Был штатным функционером, а в 1965—1972 — председателем ZMW. В 1964—1966 член Варшавского комитета ПОРП.
С 1969 на протяжении четырёх созывов (до 1985) был депутатом сейма ПНР (занимал должность секретаря сейма, входил в состав комиссии по мандатам и регламенту и комиссии по сельскому хозяйству и пищевой промышленности.), с 1971 — членом президиума Фронта национального единства (ФНЕ).
Проявлял полную лояльность главе партии Владиславу Гомулке и его политическому курсу и не приобрёл одиозной репутации. После событий 1970/1971 и прихода к власти Эдварда Герека его карьера ускорилась. В ноябре 1968 был избран кандидатом, в декабре 1971 — членом ЦК ПОРП.

## «Белостокское ускорение»
5 мая 1972 был избран на пост первого секретаря Белостокского воеводского комитета ПОРП (сменил Аркадиуша Лашевича). В возрасте 34-х лет стал одним из самых молодых воеводских партийных секретарей. Период его руководства был назван «Белостокским ускорением». При нём плотный партийно-идеологический контроль на культурой и общественной жизнью воеводства сочетался с активным лоббированием региональных интересов. Куровский быстро приобрёл влияние в ЦК — это объяснялось его полным соответствием герековской политике «пропаганды позитива» (впоследствии советские источники характеризовали это как «парадный стиль, трескучие восхваления»).
2 сентября 1973 в Белостоке был проведён Центральный праздник урожая. На белостокском стадионе «Гвардия» собрались около 20 тысяч человек. Присутствовали первый секретарь ЦК ПОРП Эдвард Герек и Председатель Совета Министров ПНР Пётр Ярошевич. Государственное телевидение вело трёхчасовую трансляцию. Белосток оказался в центре всепольского внимания, Куровский, как «хозяин торжества», выдвинулся в первый ряд политических руководителей страны.
Однако и для белостокской общественности, и для воеводской номенклатуры он всё же оставался «чужаком», «варшавским десантником». Местный партаппарат предпочитал иметь руководителя из своей среды. 19 мая 1975, незадолго до административного преобразования Белостокского воеводства, Куровского сменил на посту первого секретаря воеводского комитета ПОРП Владислав Юшкевич.

## В центральном партаппарате
Куровский был переведён в Варшаву, в аппарат ЦК ПОРП. С мая 1975 года находился в распоряжении секретариата ЦК. С марта 1977 по март 1980 — заведующий отделом лёгкой промышленности, торговли и потребительского рынка ЦК ПОРП, с марта по декабрь 1980 — заведующий организационным отделом ЦК.
В августе 1980 Польшу захлестнула волна забастовочного движения. Руководство ПОРП и правительство ПНР вынуждены были заключить «Августовские соглашения» с забастовочными комитетами. На пленуме ЦК 6 сентября 1980 Э. Герек был снят с поста первого секретаря ЦК ПОРП и заменён Станиславом Каней. Произошло значительное обновление руководящего состава партии. В частности, З. Куровский был избран секретарём ЦК.
Он занимал жёсткую позицию в противостоянии ПОРП с профсоюзом «Солидарность». В качестве секретаря ЦК рассылал инструкции по воеводским комитетам о формах и методах партийной борьбы с «Солидарностью». Причислялся к ортодоксальному течению в партии, «партийному бетону», и «банде четырёх» — группе особо активных партийных деятелей, наряду со Стефаном Ольшовским, Тадеушем Грабским и Анджеем Жабиньским. Впоследствии Мечислав Раковский и его сторонники из реформаторского крыла ПОРП обвиняли этих деятелей в «терроризировании ЦК».
Особым направлением явилось для Куровского острое реагирование на кампанию борьбы с «герековской коррупцией» осенью 1980 года. Всплеск разоблачений, обвинений, жалоб, анонимных писем касательно материально-бытового обеспечения бывшего руководства вызвал резкую реакцию нового руководства партии. 19 сентября Куровский направил особую инструкцию секретарям воеводских комитетов: защищать партийных функционеров от ложных обвинений, опровергать неподтверждённые слухи, требовать тщательных проверок и неопровержимых доказательств. В случаях же несомненной коррумпированности он распорядился действовать на упреждение — немедленно увольнять партийными решениями, исключать из партии, не дожидаясь массовой огласки и общественных протестов.

## Отставка
Высшее руководство ПОРП склонялось к силовому подавлению «Солидарности». Однако функционеры, подобные Куровскому, Жабиньскому или Грабскому, представлялись главе страны и партии генералу Войцеху Ярузельскому опасным политическим активом, своей «бетонностью» провоцирующим сопротивление реформам. На IX чрезвычайном съезде ПОРП в июле 1981 все трое были не были избраны в новый состав ЦК.
До 1983 З. Куровский оставался в руководстве ФНЕ, до 1985 — членом депутатского клуба (фракции) ПОРП в сейме. В 1982—1987 годах — представитель ПНР в СЭВе, в 1987 назначен заместителем министра внешней торговли, затем, до 1989, заместителем министра внешнеэкономического сотрудничества. Но серьёзного политического веса он уже не имел. После смены общественно-политического строя Польши в 1989—1990 вышел на пенсию.